# Polica
Polica je del pohištva. Polica je lahko samostojna (stenska ali samostoječa), lahko pa je del večjega kosa pohištva (npr. omare).